# NGC 2491
NGC 2491 è una lontana galassia a spirale situata nella costellazione del Cane Minore, a una distanza di circa 578 milioni di anni luce dalla nostra Via Lattea.

## Scoperta
La galassia è stata scoperta il 15 novembre 1885 dall'astronomo statunitense Lewis Swift.

## Descrizione
Dato il valore della sua luminosità superficiale pari a 11,75, NGC 2491 può essere inclusa tra le galassie che presentano una elevata luminosità superficiale.